# Přemyšlování o dokonalosti křesťanské
Komenského Přemyšlování o dokonalosti křesťanské, kterouž Bůh vyvoleným svým v slovu svém ukazuje, Duchem svým vnitř vnuká a ji v nich k nevypravitedlnému jejich potěšení rozličnými potěšitedlnými i odpornými věcmi rozněcuje a k plnosti přivodí je dle samotného Komenského traktát o tom, jak Pán Bůh vede člověka jeho životem a v čem spočívá ona křesťanská dokonalost.

Poprvé bylo toto dílo vydáno buďto v Náměšti nad Oslavou kralickým tiskařem Václavem Elamem nebo v Praze (patrně u Judity Bylinové)
Dílo, které bylo vydáno roku 1622, Komenský dedikoval své první manželce Magdaleně, od níž byl tehdy kvůli náboženské perzekuci odloučen. Není jisté, zda se dílo jeho manželce dostalo do rukou před její smrtí v průběhu morové epidemie roku 1622.

## Struktura díla
Dílo je rozděleno do úvodu o vzniku, 12 kapitol, závěru a modlitby.
- V úvodu Komenský zmiňuje záměr díla, kterým je poučení čtenáře o smyslu křesťanského života.
- Kapitola I vypráví o dokonalosti křesťanského života, která dle Komenského spočívá v plném Boha milování, v povolném jemu se ve všem poddávání a v ustavičném s ním se obírání.
- Kapitola II nese název Jak se člověk k hledání a dosažení dokonalosti způsobovati a připravovat má? Člověk má myslet na ono dosažení dokonalosti a vyčištění srdce.
- Kapitola III je O milování Pána Boha, odkud se v srdcích zaněcuje? V lásce rozlišuje věci duchovní a tělesné a upozorňuje na milosrdenství pro vyvolení k věčnému životu.
- Kapitola IV Jak vroucí láska k Bohu býti a čím se pronášeti musí? Čtenář má přemýšlet o Božích dobrodiních, která mu rovněž poskytnou útěchu.
- Kapitola V Jak se milování Boha na bližní rozplyvati musí? pojednává o lásce k bližním dvojím způsobem: Spravedlností a milosrdenstvím.
- Kapitola VI O povolném se Bohu k přijímání od něho na světě čehokoli poddávání pojednává o radostném přijímání Božích darů a také o přípravě na čas nouze a hladu z těchto darů.
- Kapitola VII O pokorném nemoci snášení je o rozjímání nad Božím provázením i nemocného člověka.
- Kapitola VIII O dobromyslném chudoby podstupování poučuje o díkůčinění i za Boží dary a zachování života ve chvílích chudoby či zkoušek, což může být například pro výstrahu. Při tom všem Boží požehnání pobožnou duši dle Komenského neopustí.
- Kapitola IX O trpělivém, potracení milých přátel a siroby, snášení je o ztrátě milovaného člověka a o trpělivosti v životních zkouškách.
- Kapitola X O udatném a veselém protivenství podnikání je o statečnosti v protivenstvích a životních zkouškách.
- Kapitola XI O ustavičném o Bohu přemyšlování píše o upomínání na Pána Boha po celý den a v každý čas s vděčností a modlitbou, která je zde i zmíněna a Komenským vypsána.
- Kapitola XII O ustavičných modlitbách a jaká jsou znamení s Bohem se obírajících srdcí píše o přemýšlení a modlitbách jako cestách k Pánu Bohu. Zmíněny jsou také duchovní písně.

- V závěru Komenský píše o milování Boha, poddávání se jemu a o obírání se všemi Božími věcmi.
- Modlitba pobožného, v kříži postaveného člověka vybraná z žalmů Davida svatého.

## Edice
Druhé vydání Přemyšlování bylo vydáno jako exilový tisk v Halle roku 1765 péčí kazatele Jana Elsnera. Potřetí vyšlo roku 1843 v Pešti zásluhou Jana Kadavého. Čtvrté vydání vyšlo roku 1864 v Karlíně.